# Distrikt Sillapata
Der Distrikt Sillapata liegt in der Provinz Dos de Mayo in der Region Huánuco in Westzentral-Peru. Der Distrikt wurde am 18. September 1951 gegründet. Er besitzt eine Fläche von 72,9 km². Beim Zensus 2017 wurden 1884 Einwohner gezählt. Im Jahr 1993 lag die Einwohnerzahl bei 3793, im Jahr 2007 bei 2898. Verwaltungssitz des Distriktes ist die 3438 m hoch gelegene Ortschaft Sillapata mit 507 Einwohnern (Stand 2017). Sillapata befindet sich 8 km nordnordöstlich der Provinzhauptstadt La Unión.

## Geographische Lage
Der Distrikt Sillapata liegt östlich der peruanischen Westkordillere im Südwesten der Provinz Dos de Mayo. Er wird im Osten von der Quebrada Collota, im Norden vom Río Choras sowie im Nordwesten vom Río Vizcarra begrenzt.
Der Distrikt Sillapata grenzt im Südwesten an den Distrikt La Unión, im Westen an den Distrikt Ripán, im Nordwesten an den Distrikt Shunqui, im Norden an den Distrikt Pachas, im Nordosten an den Distrikt Yanas sowie im Osten an die Distrikte Pampamarca und Obas (beide in der Provinz Yarowilca).

## Ortschaften
Im Distrikt gibt es neben dem Hauptort folgende größere Ortschaften:
- Ocrospata
- Progreso